# 新樓風景
《新樓風景》（英語：Sin-Lau Scenery），是臺灣畫家陳澄波約在1941年期間所完成的油畫作品，該作品內容主要描繪位於臺南市臺南神學院巴克禮牧師館（現新樓醫院）的風貌，原件現屬私人收藏。

## 歷史
1933年，陳澄波返回臺灣，與楊三郎、李石樵、顏水龍、李梅樹等8位畫家合組「臺陽美術協會」，並致力於將臺灣各地名勝畫入畫布中，皆是其畫師在穩定成熟階段的重要時期。期間曾多次於嘉義市、淡水、臺南等地區寫生。後至1941年太平洋戰爭爆發後，陳澄波因避免戰火而前往郊區居住，由於好友廖繼春當時任教於台南長老教會中學，於是陳澄波曾在臺南神學院、長榮女中等校舍區域多次取景，作為繪製作品選定地點。
1941年10月，陳澄波以《新樓風景》參與臺北市臺灣教育會館舉辦的第四回臺灣總督府美術展覽會（府展）作為入選作品。
2014年，在臺南市政府所舉辦之「澄海波瀾－陳澄波大展」中，《新樓風景》原件被成功借得，並在展覽展出。同年，中央研究院數位文化中心策劃，由中央研究院臺灣史研究所、嘉義市文化局、與財團法人陳澄波文化基金會合作，將《新樓風景》加以數位化並整理典藏，重新建置網站。

## 作品內容
《新樓風景》所繪製的主題景觀為位於臺南神學院之巴克禮牧師館（俗稱新樓，戰後曾作為歷史館，之拆除改建為新樓醫院）。其畫作人物四周景物交融情景則為畫面注入舒緩動態，並將牧師館紅色屋瓦和大量綠蔭之間維持的平衡，呈現較為祥和性之氛圍。

### 相關作品
除《新樓風景》外，陳澄波也曾多次繪製許多同期以新樓、長榮女中為主題之畫作：

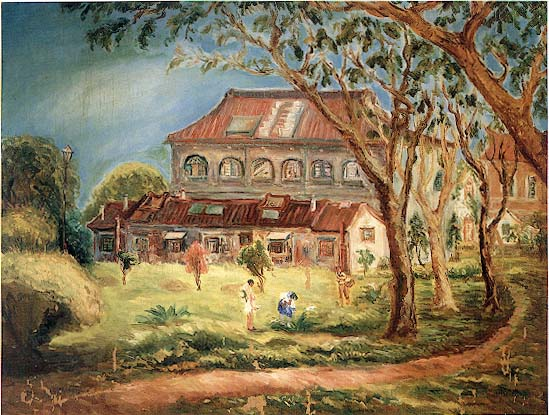
《長榮女中學生宿舍》/1941/畫布油彩/91×114.7cm，私人收藏
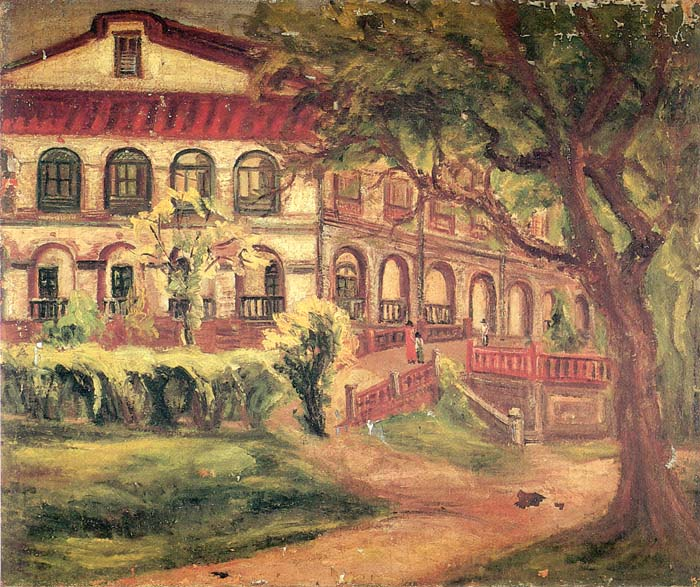
《長榮女中校園（新樓背面）》/1941/畫布油彩/60.5×72.5cm，私人收藏
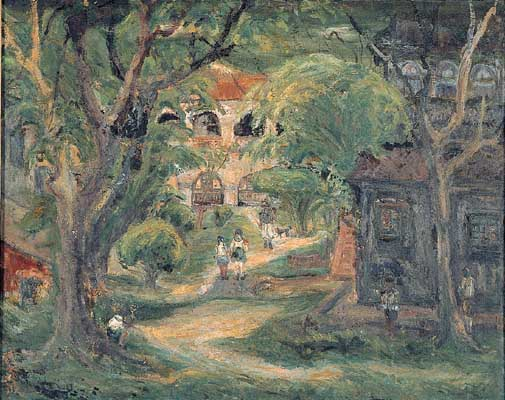
《新樓》/1943/畫布油彩/72.7×90.9cm，曾於1943年第六回府展獲「推薦」賞，現存臺北市立美術館

陳澄波另於1941年繪製《新樓庭院》，該繪製建築則為鄰近巴克禮牧師館的甘為霖牧師館。2013年，該畫作由陳澄波文化基金會致贈於臺南市立美術館作為館藏，現收藏在「南薰藝韻館」展示。2019年，陳澄波文化基金會特地致贈《新樓庭園》複製畫予臺南神學院。

## 外部連結
- 陳澄波 - 尊彩藝術中心 （页面存档备份，存于）
- 財團法人陳澄波文化基金會 （页面存档备份，存于）